# Diplazium hyalinum
Diplazium hyalinum là một loài dương xỉ trong họ Athyriaceae. Loài này được A. Rojas mô tả khoa học đầu tiên năm 2008.